# Stèle de Baal au foudre
La stèle du Baal au foudre est une stèle cintrée de calcaire blanc représentant le dieu sémitique ou cananéen de l'orage et de la pluie Baal et provenant de l'ancien royaume d'Ougarit (XVe – XIIIe siècle av. J.-C.), dans le nord-ouest de l'actuelle Syrie.
Découverte en 1932 près de l'emplacement du temple de Baal dans l'acropole de Ras Shamra au cours de fouilles dirigées par l'archéologue français Claude F. A. Schaeffer, elle est exposée au musée du Louvre de Paris. C'est une des plus importantes stèles ougaritiques découvertes.

## Description
Cette stèle représente le dieu de l'orage et de la pluie Baal. Celui-ci marche vers la droite levant une massue de son bras droit et plantant dans le sol une lance. Il porte une barbe et une haute coiffe à cornes, l'identifiant comme divinité. Deux longues mèches de cheveux enroulées aux extrémités tombent sur sa poitrine. Le dieu est vêtu d'un pagne orné de fines rayures, à sa ceinture un poignard à gaine à bout recourbé se situe juste au-dessus d'un personnage nettement plus petit. Cette figure est posée sur un piédestal, elle porte une robe châle à galon. Ce petit personnage représente certainement le roi d'Ougarit, vêtu d'une tenue de cérémonie, faisant un geste de prière, se plaçant ainsi sous la protection du dieu.
Le dieu Baal était l'un des dieux les plus importants du Levant, il déclenchait l'orage en brandissant sa masse d'arme, sa lance arborescente symbolise la foudre et les bienfaits de la pluie. Des textes découverts à Ras Shamra, écrits en Ougaritique, décrivent le combat entre Baal depuis sa résidence de la montagne et Mot, dieu de la mort et de la sécheresse. D'autres évoquent son combat contre Yam, dieu de la mer. C'est peut-être ce qu'évoquent les lignes ondulées gravées sur la base qui symboliseraient la montagne et la mer.